# CD Juan Grande
Club Deportivo Juan Grande ist ein in den 1970er Jahren gegründeter spanischer Fußballverein aus der Ortschaft Juan Grande in San Bartolomé de Tirajana. Die erste Mannschaft der Männer bestreitet die Regionalliga von Las Palmas. Die A-Mannschaft der Frauen ist in der Segunda División, der zweiten spanischen Spielklasse, vertreten.

## Frauenfußball
Die Frauenfußballabteilung von CD Juan Grande wurde 2016 gegründet und trägt den Sponsornamen Ginelux Juan Grande. Bereits in der ersten Saison in der zweiten Spielklasse konnte 2016/17 der zweite Platz in der Gruppe 6 erreicht werden. 2018/19 landete die Frauenmannschaft von CD Grande erneut auf dem zweiten Platz ihrer Regionalgruppe und qualifizierte sich damit erstmals für das Aufstiegs-Playoff in die Primera División, bei dem man jedoch im Halbfinale nach Hin- und Rückspiel mit 2:3 am Lokalrivalen UD Femarguín scheiterte. Durch die gute Platzierung in der Liga konnte das Team hingegen den Klassenerhalt in der von 112 auf 32 Trams reduzierten zweiten Spielklasse sichern. In der folgenden Saison 2019/20 konnte CD Juan Grande nur vier Siege und ebenso viele Unentschieden in 22 Spieltagen erreichen und entging als 14. der Gruppe Süd knapp dem Abstieg. 2021/22 beendete die Mannschaft ihre Staffel auf dem vierten Rang und behielt so trotz der Reduktion der Teilnehmerzahl für die folgende Spielzeit von 32 auf 16 die Kategorie.

## Bekannte Spielerinnen
- Lily Niber Lawrence